# Johann Samuel Schröter
Johann Samuel Schröter, Schroeter (ur. około 1752 przypuszczalnie w Gubinie, zm. 2 listopada 1788 w Londynie) – niemiecki kompozytor i pianista.

## Życiorys
Syn Johanna Friedricha Schrötera. Muzyki uczył się u ojca i od około 1763 roku u Johanna Adama Hillera w Lipsku. Początkowo występował jako śpiewak, a od 1767 roku jako pianista. Jego patronem był hrabia Hans Moritz von Brühl, któremu zadedykował swoje sonaty op. 1. W 1773 roku po rodzinnym tournée osiadł na stałe w Londynie, gdzie podjął funkcję organisty. W 1782 roku został mianowany nadwornym kompozytorem królowej Zofii Charlotty. Później pozostawał w służbie księcia Walii Jerzego. Jego uczniem był Johann Baptist Cramer.
Skomponował 12 koncertów na fortepian i instrumenty smyczkowe, ponadto kilka sonat, utworów kameralnych i wokalno-instrumentalnych. Jego koncerty fortepianowe należą do pierwszych tego typu utworów powstałych w Anglii, upowszechnił też w tym kraju formę allegra. Utwory Schrötera podziwiał Wolfgang Amadeus Mozart, który do jego koncertów fortepianowych napisał kadencje.